# Crick-Sicks

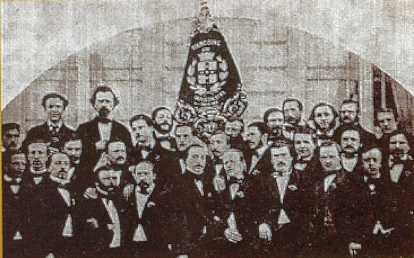
La Société Nationale des Orphéonistes Crick-Sicks en 1852

La Société Nationale des Orphéonistes Crick-Sicks est une société orphéonique (un chœur d'hommes) basée à Tourcoing, dans le département du Nord. 
Fondée en 1852 par Jean-Louis Rosoor, elle est la plus vieille société orphéonique de France.

## Répertoire musical
Depuis le début de sa formation, le répertoire des Crick-Sicks allie chants sacrés et chants profanes, reprenant des extraits d'opéras, des chants populaires ou des prières chantées.
Parmi ceux-ci, il convient de citer :
- Le Chœur des Pèlerins de l'opéra Tannhäuser de Richard Wagner (acte I, scène 3 ; acte III, scène 1), terminant traditionnellement les concerts de Crick-Sicks ;
- La Messe de Riga, compositeur belge originaire de Liège ;
- Lors de la fin d'année, différents chants populaires de Noël, tels que Petit Papa Noël, Jingle Bells, Petit Garçon, et autres.
- Ainsi que d'autres répertoires, plus ponctuels tels que des chants militaires pour la commémoration de la Première Guerre mondiale.

## Formation
Depuis leurs débuts, les Crick-Sicks comptent une trentaine de chanteurs actifs, alliant musiciens confirmés et amateurs, mais sont continuellement à la recherche de nouveaux talents.
La société est dirigée par un président, un sous-président et un directeur de chœur.

## Reconnaissance
Ils reçoivent le premier prix d'excellence à plusieurs concours internationaux, notamment sous la direction de Louis Rosoor.
En plus d'un siècle, les Crick-Sicks ont connu quelques concerts et auditeurs notables tels que :
- Le Président de la République française,
- le Kaiser Guillaume II,
- le Prince Eugène de Suède,
- le Roi d'Italie Victor-Emmanuel III en 1906.

En 1911, les Crick-Sicks reçoivent le titre de société nationale. Ils chantent le Te Deum à la fin de la Première Guerre mondiale à Notre-Dame de Paris.
Ils chantent l'ouverture des Jeux olympiques d'été de 1924.
En 1992 les Crick-Sicks décident de créer un festival européen pour célébrer les 140 ans de la société auquel participent onze chorales des différents pays européens ;
Ils ont également chanté une messe dominicale en direct sur la RTBF et inaugurent la réouverture de l'église Saint-Christophe de Tourcoing en 1998.
Les Crick-Sicks sont toujours actifs. Ils tournent essentiellement en France et en Belgique, organisent des concerts de commémoration de la guerre 1914-1918, sont toujours à la recherche de nouvelles voix pour enrichir la chorale.
Ils participent également au développement de nouveaux projets nationaux et internationaux.